# Heinrich Gebhardt (Offizier)

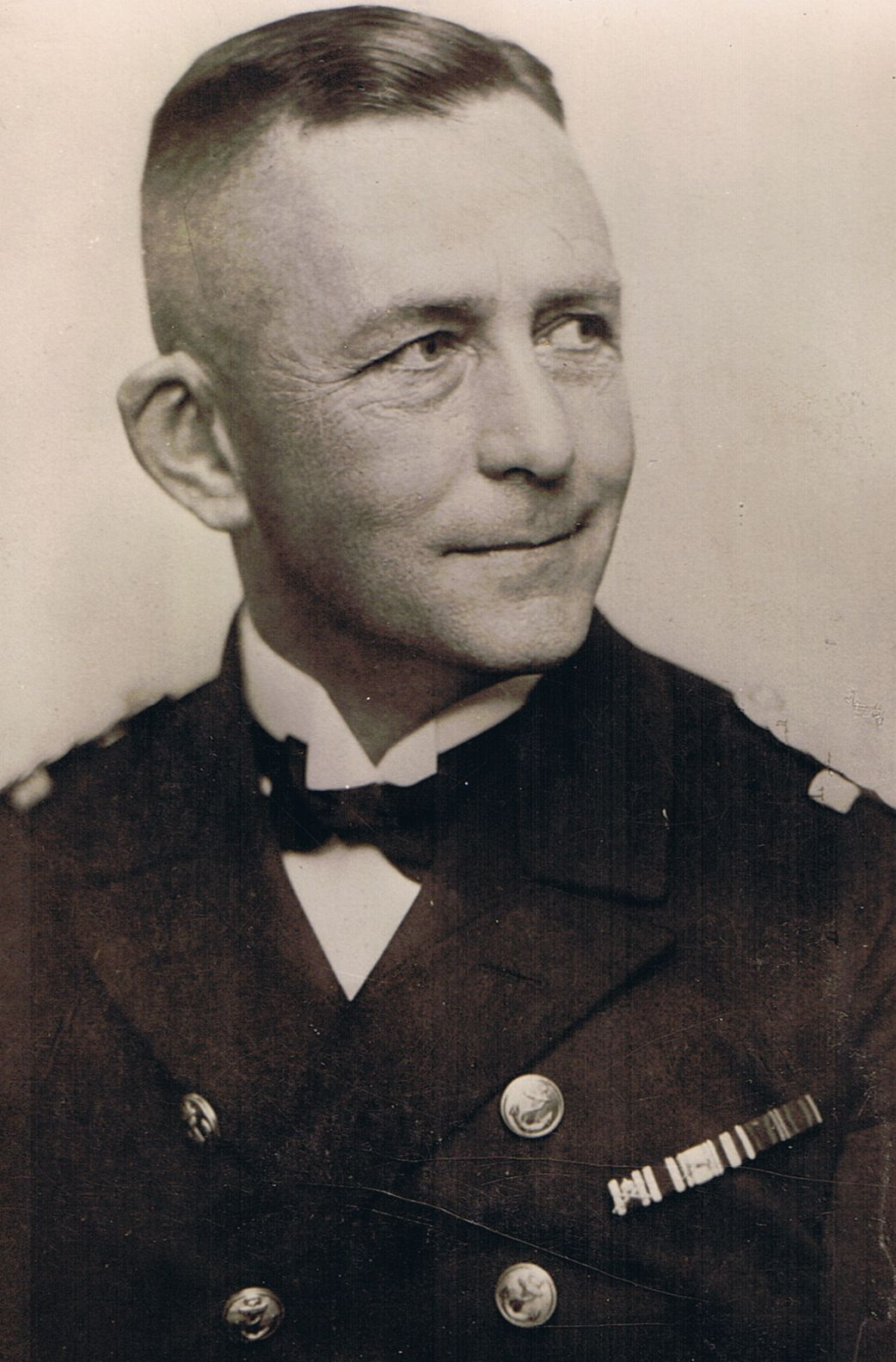
Heinrich Gebhardt als Fregattenkapitän, 1930.

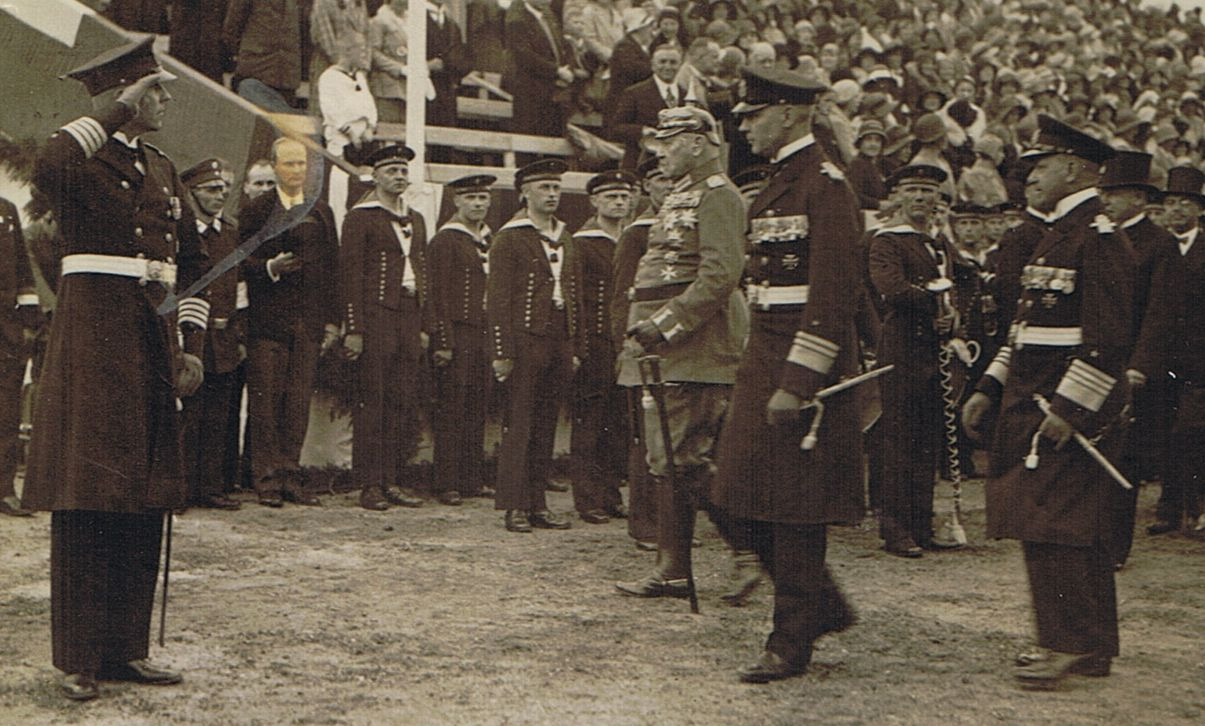
Heinrich Gebhardt (links) salutiert vor Reichspräsident Hindenburg, beim Stapellauf des Panzerschiffs Deutschland, 19. Mai 1931

Heinrich Gebhardt (* 17. April 1885 in Grünstadt; † 22. Juli 1939 in Berlin-Lichterfelde) war ein deutscher Konteradmiral.

## Familie
Heinrich Gebhardt war der Sohn des zur Zeit seiner Geburt im pfälzisch-bayerischen Grünstadt ansässigen Arztes Dr. med. Heinrich Ferdinand Paul Gebhardt (1853–1937) und dessen Frau Elisabeth Friederike, geborene Jörg. Der Vater stammte aus Brandenburg, die Mutter aus Bensheim an der Bergstraße. Später verzog die Familie nach Lauban in Niederschlesien, wo sie 1914 gemeldet war. Sein jüngerer Bruder Martin (1888–1970) schlug ebenfalls eine Militärkarriere in der Marine ein und diente während des Zweiten Weltkriegs zuletzt als Fregattenkapitän der Reserve.

## Leben
Heinrich Gebhardt besuchte die Lateinschule in Grünstadt, trat am 6. April 1904 als Seekadett in die Kaiserliche Marine ein, absolvierte seine Grundausbildung auf der Kreuzerfregatte Stosch und kam dann an die Marineschule. Dort wurde er am 11. April 1905 zum Fähnrich zur See ernannt. Vom 1. Oktober 1906 bis zum 30. September 1908 versah Gebhardt Dienst auf dem Linienschiff Braunschweig und wurde zwischenzeitlich am 28. September 1907 Leutnant zur See und Adjutant auf dem Großen Kreuzer Gneisenau. Als Oberleutnant zur See (seit 6. August 1909) war er ab 9. September 1910 für ein Jahr Kompanieoffizier in der II. Torpedo-Division und zeitweise Wachoffizier auf den Torpedobooten V 183 und S 115. Gebhardt wurde dann vom 1. Oktober 1911 bis zum 30. September 1912 als Kompanieoffizier zur IV. Matrosen-Artillerie-Abteilung und anschließend in gleicher Funktion zur Minenabteilung versetzt.
Mit Ausbruch des Ersten Weltkriegs erfolgte seine Ernennung zum Kommandanten des Torpedodivisionsbootes D 3 bei der I. Minensuchdivision. Am 10. Mai 1915 übernahm er innerhalb der Division das Torpedoboot T 103 und wurde am 17. Oktober 1915 zum Kapitänleutnant befördert. Ein Jahr später wurde Gebhardt zum Chef der 1. Minensuchhalbflottille ernannt. Für sein Wirken erhielt er beide Klassen des Eisernen Kreuzes, das Ritterkreuz des Königlichen Hausordens von Hohenzollern mit Schwertern und den Bayerischen Militärverdienstorden IV. Klasse mit Schwertern sowie das Hamburger Hanseatenkreuz als Auszeichnung.

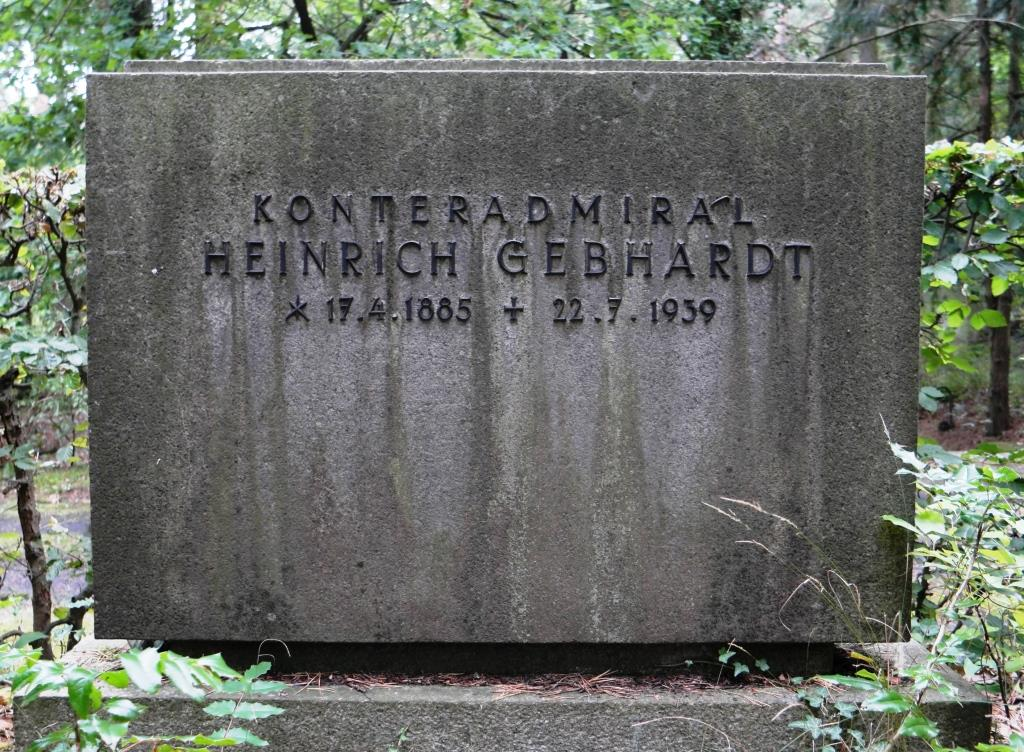
Grab von Heinrich Gebhardt auf dem Südwestkirchhof in Stahnsdorf

Nach Kriegsende gab er am 30. Mai 1920 sein Kommando ab und kam anschließend als 2. Admiralstabsoffizier in den Stab des Befehlshabers der Seestreitkräfte Nordsee. Für fünf Monate fungierte er ab 1. April 1921 als Chef der 7. Halbflottille, bevor man ihn als Lehrer beim Sperrversuchs- und Lehrkommando in Kiel einsetzte. Dort erfolgte am 1. November 1923 die Beförderung zum Korvettenkapitän. Vom 3. April bis 23. September 1927 war Gebhardt in der Folge Navigationsoffizier auf den Linienschiffen Elsass, Hannover und Schleswig-Holstein. Er wurde anschließend in die Marineleitung als Referent der Marineausbildungsabteilung versetzt und am 1. April 1929 zum Fregattenkapitän befördert. Als solcher hatte er vom 30. September 1930 bis 25. September 1931 das Kommando über das Linienschiff Hannover. Zeitgleich mit seiner Beförderung zum Kapitän zur See am 1. Oktober 1931 avancierte Gebhardt zum Vorsitzenden des Erprobungsausschusses für Schiffsneubauten.
Beim Stapellauf des Panzerschiffs Deutschland am 19. Mai 1931 befehligte Heinrich Gebhardt die Ehrenkompanie. Er ist beim Salut vor Reichspräsident Paul von Hindenburg fotografisch festgehalten. Am 30. September 1934 wurde er unter gleichzeitiger Beförderung zum Konteradmiral aus dem aktiven Dienst verabschiedet.
Gebhardt wurde am 22. März 1939 zur Verfügung der Kriegsmarine gestellt, jedoch nicht zum aktiven Wehrdienst herangezogen.
Von 1935 bis zu seinem Tode 1939 fungierte Heinrich Gebhardt als Präsident des Deutschen Amateur-Sende- und Empfangsdienstes (DASD).
Heinrich Gebhardt starb überraschend an einer Sepsis. Seine Grabstätte befindet sich auf dem Südwestkirchhof Stahnsdorf.
Gebhardt war mit Else, geborene Lampert, aus Frankfurt am Main verheiratet. Beide hatten einen in Berlin geborenen Sohn namens Hans Wolfgang Heinrich Gebhardt (1936–2003). Im Zweiten Weltkrieg stand Else Gebhardt Widerstandsgruppen nahe, arbeitete an den „Weissen Blättern“ mit und gewährte immer wieder bedrängten Personen Unterschlupf in ihrem Berliner Haus. Sie war auch eine gute Freundin von Admiral Wilhelm Canaris und besuchte ihn öfter im Gefängnis, u. a. um ihm frische Wäsche zu bringen, bis dies von der Gestapo untersagt wurde. Ab 1946 lebte die Witwe wieder in Frankfurt.